# Магнитная проницаемость
Магни́тная проница́емость — физическая величина, коэффициент (зависящий от свойств среды), характеризующий связь между магнитной индукцией {\displaystyle {B}} и напряжённостью магнитного поля {\displaystyle {H}} в веществе.
Для разных сред этот коэффициент различен, поэтому говорят о магнитной проницаемости конкретной среды (подразумевая её состав, состояние, температуру и т. д.).
Обычно обозначается греческой буквой {\displaystyle \mu .} Может быть как скаляром (у изотропных веществ), так и тензором (у анизотропных).

## История
Впервые этот термин встречается в работе Вернера Сименса «Beiträge zur Theorie des Elektromagnetismus» («Вклад в теорию электромагнетизма») опубликованной в 1881 году.

## Определения
Соотношение между магнитной индукцией и напряжённостью магнитного поля через магнитную проницаемость вводится как:
{\displaystyle {\vec {B}}=\mu _{0}\mu {\vec {H}},}
и {\displaystyle \mu } в общем случае здесь следует понимать как тензор, что в компонентной записи имеет вид:
{\displaystyle \ B_{i}=\mu _{0}\mu _{ij}H_{j}.}
Для изотропных веществ запись {\displaystyle {\vec {B}}=\mu _{0}\mu {\vec {H}}} означает умножение вектора на скаляр (магнитная проницаемость сводится в этом случае к скаляру).
Через {\displaystyle \mu _{0}} обозначена магнитная постоянная. В гауссовой системе эта постоянная безразмерна и равна 1, а в Международной системе единиц (СИ) {\displaystyle \mu _{0}=1,25663706212(19)\cdot 10^{-6}} Гн/м (Н/А2).
Магнитная проницаемость {\displaystyle \mu } в обеих системах единиц является безразмерной величиной. Иногда при пользовании СИ произведение {\displaystyle \mu _{0}\mu } именуют абсолютной, а коэффициент {\displaystyle \mu } — относительной магнитной проницаемостью.

## Смысл
Величина магнитной проницаемости отражает, насколько массово магнитные моменты отдельных атомов или молекул данной среды ориентируются параллельно приложенному внешнему магнитному полю некоей стандартной напряжённости и насколько велики эти моменты. Значениям {\displaystyle \mu } близким к 1 соответствует слабая ориентированность моментов (почти хаос в направлениях, как без поля) и их малость, а далёким от 1, наоборот, высокая упорядоченность и большие величины или большое число индивидуальных магнитных моментов.
Есть аналогия с содержанием понятия «диэлектрическая проницаемость» как показателя меры реагирования электрических дипольных моментов молекул на электрическое поле.

## Свойства
Магнитная проницаемость в СИ связана с магнитной восприимчивостью χ соотношением:
{\displaystyle \mu =1+\chi ,}
а в гауссовой системе аналогичное соотношение выглядит как:
{\displaystyle \mu =1+4\pi \chi .}
Вообще говоря, магнитная проницаемость зависит как от свойств вещества, так и от величины и направления магнитного поля для анизотропных веществ и, кроме того, от температуры, давления и т. д.
Также она зависит от скорости изменения поля со временем, в частности, для синусоидального изменения поля — зависит от частоты этого колебания (в этом случае для описания намагничивания вводят комплексную магнитную проницаемость, чтобы описать влияние вещества на сдвиг фазы индукции {\displaystyle B} относительно напряжённостиполя {\displaystyle H}). При достаточно низких частотах — небольшой быстроте изменения поля, её можно обычно считать в этом смысле независимой от частоты.

Схематический график зависимости от (кривая намагничивания) для ферромагнетиков, парамагнетиков и диамагнетиков, а также для вакуума, иллюстрирующий различие магнитной проницаемости (представляющей собою крутизну наклона графика) для: ферромагнетиков, парамагнетиков, вакуума и диамагнетиков

Кривая намагничивания для ферромагнетиков (и ферримагнетиков) и соответствующий ей график магнитной проницаемости

Магнитная проницаемость существенно зависит от величины поля для нелинейных по магнитной восприимчивости сред (типичный пример такой среды — ферромагнетики, для которых также характерен магнитный гистерезис). Для таких сред магнитная проницаемость, как независящее от поля число, может указываться только приближенно.
Для неферромагнитных сред линейное приближение {\displaystyle \mu ={\text{const}}} достаточно точно выполняется в широком диапазоне изменения напряжённости поля.

## Классификация веществ по значению магнитной проницаемости
Подавляющее большинство веществ относятся либо к классу диамагнетиков ({\displaystyle \mu \lessapprox 1}), либо к классу парамагнетиков ({\displaystyle \mu \gtrapprox 1}). Но существует ряд веществ — ферромагнетики, например железо, которые обладают более выраженными магнитными свойствами.
Для ферромагнетиков, вследствие гистерезиса, понятие магнитной проницаемости, строго говоря, неприменимо. Однако, в определённом диапазоне изменения намагничивающего поля (в тех случаях, когда можно было пренебречь остаточной намагниченностью, но до насыщения) можно, в лучшем или худшем приближении, всё же представить эту зависимость как линейную (а для магнитомягких материалов ограничение снизу может быть и не слишком практически существенно), и в этом смысле величина магнитной проницаемости бывает измерена и для них.
Сверхпроводники в ряде свойств ведут себя так, как если бы их магнитная проницаемость равнялась нулю: материал выталкивает магнитное поле при переходе в сверхпроводящее состояние. Иногда формально говорят, что сверхпроводники — идеальные диамагнетики, хотя ситуация более сложна.
Магнитная проницаемость воздуха с высокой точностью примерно равна магнитной проницаемости вакуума и в технических расчетах принимается равной единице.

## Таблицы значений
В двух таблицах ниже приведены значения магнитной проницаемости некоторых веществ.
Примечание о пользовании первой таблицей:
- берем значение диамагнетика, например, воды — 9, умножаем его на {\displaystyle 10^{-6}} и вычитаем из единицы, получаем {\displaystyle \mu } = 0,999991.

| Парамагнетики, {\displaystyle \mu >1} | {\displaystyle (\mu -1)\cdot 10^{6}} | Диамагнетики, {\displaystyle \mu <1} | {\displaystyle (1-\mu )\cdot 10^{6}} |
| ------------------------------------- | ------------------------------------ | ------------------------------------ | ------------------------------------ |
| Азот                                  | 0,013                                | Водород                              | 0,063                                |
| Воздух                                | 0,38                                 | Бензол                               | 7,5                                  |
| Кислород                              | 1,9                                  | Вода                                 | 9                                    |
| Эбонит                                | 14                                   | Медь                                 | 10,3                                 |
| Алюминий                              | 23                                   | Стекло                               | 12,6                                 |
| Вольфрам                              | 176                                  | Каменная соль                        | 12,6                                 |
| Платина                               | 360                                  | Кварц                                | 15,1                                 |
| Жидкий кислород                       | 3400                                 | Висмут                               | 176                                  |

| Medium                    | Восприимчивость {\displaystyle \chi _{m}} (объемная, СИ) | Абсолютная проницаемость {\displaystyle \mu _{0}\mu }, Гн/м | Относительная проницаемость {\displaystyle \mu } | Магнитное поле | Максимум частоты    |
| ------------------------- | -------------------------------------------------------- | ----------------------------------------------------------- | ------------------------------------------------ | -------------- | ------------------- |
| Метглас (англ. Metglas)   |                                                          | 1,25                                                        | 1 000 000                                        | при 0,5 Тл     | 100 кГц             |
| Наноперм (англ. Nanoperm) |                                                          | 10⋅10−2                                                     | 80 000                                           | при 0,5 Тл     | 10 кГц              |
| Мю-металл                 |                                                          | 2,5⋅10−2                                                    | 20 000                                           | при 0,002 Тл   |                     |
| Мю-металл                 |                                                          |                                                             | 50 000                                           |                |                     |
| Пермаллой                 |                                                          | 1,0⋅10−2                                                    | 8000                                             | при 0,002 Тл   |                     |
| Электротехническая сталь  |                                                          | 5,0⋅10−3                                                    | 4000                                             | при 0,002 Тл   |                     |
| Никель-цинковый Феррит    |                                                          | 2,0⋅10−5 — 8,0⋅10−4                                         | 16-640                                           |                | от 100 кГц до 1 МГц |
| Марганец-цинковый Феррит  |                                                          | >8,0⋅10−4                                                   | 640 (и более)                                    |                | от 100 кГц до 1 МГц |
| Сталь                     |                                                          | 1,26⋅10−4                                                   | 100                                              | при 0,002 Тл   |                     |
| Никель                    |                                                          | 1,25⋅10−4                                                   | 100 — 600                                        | при 0,002 Тл   |                     |
| Неодимовый магнит         |                                                          |                                                             | 1,05                                             | до 1,2—1,4 Тл  |                     |
| Платина                   |                                                          | 1,2569701⋅10−6                                              | 1,000265                                         |                |                     |
| Алюминий                  | 2,22⋅10−5                                                | 1,2566650⋅10−6                                              | 1,000022                                         |                |                     |
| Дерево                    |                                                          |                                                             | 1,00000043                                       |                |                     |
| Воздух                    |                                                          |                                                             | 1,00000037                                       |                |                     |
| Бетон                     |                                                          |                                                             | 1                                                |                |                     |
| Вакуум                    | 0                                                        | 1,2566371⋅10−6 (μ0)                                         | 1                                                |                |                     |
| Водород                   | −2,2⋅10−9                                                | 1,2566371⋅10−6                                              | 1,0000000                                        |                |                     |
| Фторопласт                |                                                          | 1,2567⋅10−6                                                 | 1,0000                                           |                |                     |
| Сапфир                    | −2,1⋅10−7                                                | 1,2566368⋅10−6                                              | 0,99999976                                       |                |                     |
| Медь                      | −6,4⋅10−6 или −9,2⋅10−6                                  | 1,2566290⋅10−6                                              | 0,999994                                         |                |                     |
| Вода                      | −8,0⋅10−6                                                | 1,2566270⋅10−6                                              | 0,999992                                         |                |                     |
| Висмут                    | −1,66⋅10−4                                               | 1                                                           | 0,999834                                         |                |                     |
| Сверхпроводники           | −1                                                       | 0                                                           | 0                                                |                |                     |